# Kyrkligt kulturminne
Als Kyrkligt kulturminne (schwedisch für kirchliches Kulturdenkmal, Mehrzahl Kyrkliga kulturminnen) werden in Schweden Bauwerke bezeichnet, welche einen direkten Bezug als religiöse Stätte haben und dauerhaft oder vollständig in eine religiöse Praxis einbezogen sind.
Sie werden nach dem schwedischen Kulturmiljölag (Kulturumweltgesetz), Kapitel 4 als kulturhistorisch wertvolle Kirchen-Bauwerke geschützt und im nationalen Denkmalregister für Bau- und Kirchendenkmale (schwedisch Bebyggelseregistret – BeBR) gelistet. Im Gesetz ist u. a. festgelegt, dass der kulturelle und historische Wert, das Aussehen und der Charakter von Kirchengebäuden und -geländen erhalten bleiben müssen. Für die Registrierung von Kirchendenkmalen im nationalen Denkmalregister wurden die Informationen und Erfahrungen von Regionalmuseen, der Schwedischen Kirche, den Provinziallandtagen, den Gemeinden sowie den Universitäten und Hochschulen zusammengetragen, eingepflegt und ständig aktualisiert.
Besonderen Schutz genießen Kirchengebäude und benachbarte Friedhöfe sowie Kirchhöfe, die vor 1940 gebaut oder angelegt wurden – sie dürfen ohne Genehmigung weder abgerissen noch in größerem Maße umgebaut werden. Gleiches gilt für die Innenausstattung und die angrenzenden Kirchengrundstücke mit ihren Bestandteilen, wie z. B. hölzernen Glockentürmen oder historischen Grabstätten. Der gleiche Schutz kann auf Beschluss des Provinzverwaltungsrates auch auf jüngere Kirchen ausgedehnt werden, wenn ihnen ein entsprechender historischer Wert beigemessen wird. Ausgenommen von der Genehmigungspflicht sind lediglich kleinere Reparaturarbeiten, aber auch bei diesen wird die Verwendung geeigneter Materialien vorgeschrieben.
Es können Teile dieser Kirchen-Denkmale auch als Einzeldenkmal unter Byggnadsminnen (schwedisch für Baudenkmale) oder ehemalige und nicht mehr dauerhaft genutzte Teile unter Fornminnen (schwedisch für alte/antike Denkmale oder archäologische Funde) registriert sein. Die kulturgeschichtlich wertvollen Innenausstattungen geschützter Kirchendenkmale unterliegen sinngemäß den gleichen Regeln. Sie müssen inventarisiert werden, dürfen nicht ohne Genehmigung entfernt oder vernichtet werden, und Reparaturen müssen so erfolgen, dass der historische Wert der Gegenstände nicht gemindert wird. Wenn die Gefahr besteht, dass Gegenstände beschädigt werden, darf die Kreisverwaltung diese in Obhut nehmen.

## Typen von Kirchen-Denkmalen
Grundsätzlich gilt für Kirchendenkmale in Schweden eine heutige oder frühere Nutzung als religiöse Stätte oder deren direkter Zusammenhang als Voraussetzung, was eine Typzuordnung vereinfacht. Alle registrierten, nicht religiös genutzten Gebäude und Objekte werden dagegen als Byggnadsminne (Baudenkmale) deklariert und haben eine Vielzahl von möglichen Zuordnungen nach Art der heutigen oder früheren Verwendung. Für den Überblick der Denkmaltypen wurden Gebäudekategorien gebildet, wovon nachfolgend nur die Kirchendenkmaltypen aufgeführt sind; alle weiteren sind ausführlich im Handbuch zur Bestandsaufnahme des BeBR des Denkmalregisters beschrieben sowie mit einer Begriffserklärungsliste aktualisiert.
| Wichtigste Kirchendenkmal-Typen (bezeichnet Gebäude mit religiöser Praxis, schwedisch Religionsutövning) | |
| - Freikirchen, Gebetshaus, Missionshaus (Frikyrka, bönehus, missionshus) - Pfarreien (Församlingshem) – Objekte einer abgegrenzten Glaubensgemeinschaft, der ein Pfarrer vorsteht - Kapellen (Kapell) – kleine Gebets- oder Andachtsräumlichkeit - Klöster (Klostret) – Anlage, als Wohn-, Arbeits- und Gebetsstätte einer religiösen Lebensgemeinschaft - Krematorien (anläggning för kremering av avlidna) | - Kirche (Kyrka), auch mit Bootshaus einer Kirche (Kyrkbåtshus) - Kirchstadt oder Kirchendorf (Kyrkstad), auch als Lappstadt (Lappstad) - Kirchstall (Kyrkstall) – z. B. Pferdeställe, welche während des Kirchenbesuchs genutzt wurden - Moscheen (Moské) – rituelle Orte einer islamischen Glaubensgemeinschaft - Synagogen (Synagoga) – Gebäude einer jüdischen Gemeinde |